# Lunatic Soul
Lunatic Soul è un progetto parallelo fondato nel 2008 dal cantante e musicista Mariusz Duda, frontman del gruppo musicale rock progressivo Riverside.

## Storia

### Formazione e primi album (2008-2011)
Nel giugno 2008 Mariusz Duda ha annunciato la creazione di un proprio progetto solista con l'intento di incidere materiale non adatto allo stile del gruppo principale, aggiungendo comunque che esso «non avrebbe assolutamente cambiato la gerarchia di importanza dei Riverside».
Il primo album, l'omonimo Lunatic Soul, è stato pubblicato il 13 ottobre dello stesso anno attraverso l'etichetta discografica britannica Kscope, mentre il seguente Lunatic Soul II è stato reso disponibile il 25 ottobre 2010. Riguardo ai due dischi, Duda ha spiegato come essi siano collegati tra di loro e dal lato dei testi emergono come tematiche la morte e il viaggio nell'altro mondo. Dal punto di vista commerciale, gli album hanno ottenuto un discreto successo in madrepatria, raggiungendo rispettivamente le posizioni 23 e 13 della classifica OLiS; in particolar modo, il brano Wanderings (tratto da Lunatic Soul II) è entrato nella top 30 della LP3 dedicata ai passaggi radiofonici nel paese.
Il 10 ottobre 2011 è uscito Impressions, interamente strumentale e concepito come supplemento ai due precedenti album in studio.

### Walking on a Flashlight Beam(2014)
Dopo tre anni di pausa, durante il quale Duda è stato impegnato nella realizzazione e promozione dell'album Shrine of New Generation Slaves dei Riverside, il 13 ottobre 2014 è uscito il quarto album a nome Lunatic Soul, Walking on a Flashlight Beam, anticipato un mese prima dal brano Cold. Secondo quanto spiegato da Duda, il tema portante del disco è l'isolamento volontario:

### FracturedeUnder the Fragmented Sky(2017-2018)
Nel 2017 Mariusz Duda ha annunciato il quinto album Fractured, che rappresenta un distacco significativo dalle precedenti pubblicazioni del progetto, coinvolgendo anche un'orchestra sinfonica e integrando una maggiore influenza dalla musica elettronica, rendendo il tutto maggiormente accessibile; anche dal lato dei testi, il musicista ha spiegato di aver adottato un approccio più positivo:
Uscito il 6 ottobre dello stesso anno, l'album è stato promosso da tre singoli, il terzo dei quali, Moving On, è stato accompagnato da un video musicale. Qualche mese più tardi, Duda ha rivelato di avere ulteriore materiale a disposizione scartato da Fractured che avrebbe visto la luce della pubblicazione in un tempo breve all'interno di un EP intitolato Under the Fragmented Sky. Evolutosi in seguito come vero e proprio album in studio grazie a sessioni aggiuntive in studio di registrazione, il disco è stato pubblicato il 25 maggio 2018 attraverso la Mystic Production in Polonia e la Kscope nel resto del mondo.

### Through Shaded Woods(2019-2021)
Il 19 giugno 2019 Duda ha rivelato che sarebbe entrato in studio di registrazione per la realizzazione del settimo album in studio dei Lunatic Soul, rivelando che le sonorità avrebbero tratto ispirazione dalla musica folk. Ulteriori aggiornamenti relativi all'album sono stati forniti nell'aprile 2020, quando Duda ha annunciato che il 75% dell'album era pronto e che avrebbe rappresentato una continuazione dei temi affrontati nei primi album Lunatic Soul e Lunatic Soul II.
Il 10 settembre 2020 sono stati annunciati il titolo, Through Shaded Woods, e la data di pubblicazione, fissata al 13 novembre dello stesso anno. Ad anticiparne la sua uscita sono stati tre singoli, usciti tra settembre e novembre: The Passage, Navvie (accompagnato anche da un video) e The Fountain. Il 5 febbraio 2021, al fine di promuovere ulteriormente il disco, è stato diffuso il video di Hylophobia, brano tratto dall'edizione deluxe.
Nell'aprile 2023 è uscito il brano Swaróg, frutto della collaborazione con il progetto Music Inspired by Slavs, segnando di fatto la prima pubblicazione come Lunatic Soul in qualità di artista ospite.

## Discografia

### Album in studio
- 2008 – Lunatic Soul
- 2010 – Lunatic Soul II
- 2011 – Impressions
- 2014 – Walking on a Flashlight Beam
- 2017 – Fractured
- 2018 – Under the Fragmented Sky
- 2020 – Through Shaded Woods

### Singoli
- 2017 – Fractured
- 2017 – Anymore
- 2017 – Moving On
- 2018 – Untamed
- 2018 – Under the Fragmented Sky
- 2020 – The Passage
- 2020 – Navvie
- 2020 – The Fountain

### Collaborazioni
- 2023 – Music Inspired By – Swaróg (da Music Inspired by Slavs)